# والتر فرانک رافائل ولدون
 والتر فرانک رافائل ولدون (انگلیسی: Walter Frank Raphael Weldon؛ ۱۵ مارس ۱۸۶۰ – ۱۳ آوریل ۱۹۰۶) یک دانشمند اهل بریتانیا بود. 